# Capitania de Minas Gerais
A capitania de Minas Gerais foi uma divisão administrativa do Brasil colonial criada em 2 de dezembro de 1720 a partir da cisão da capitania de São Paulo e Minas de Ouro. Sua capital era Vila Rica.

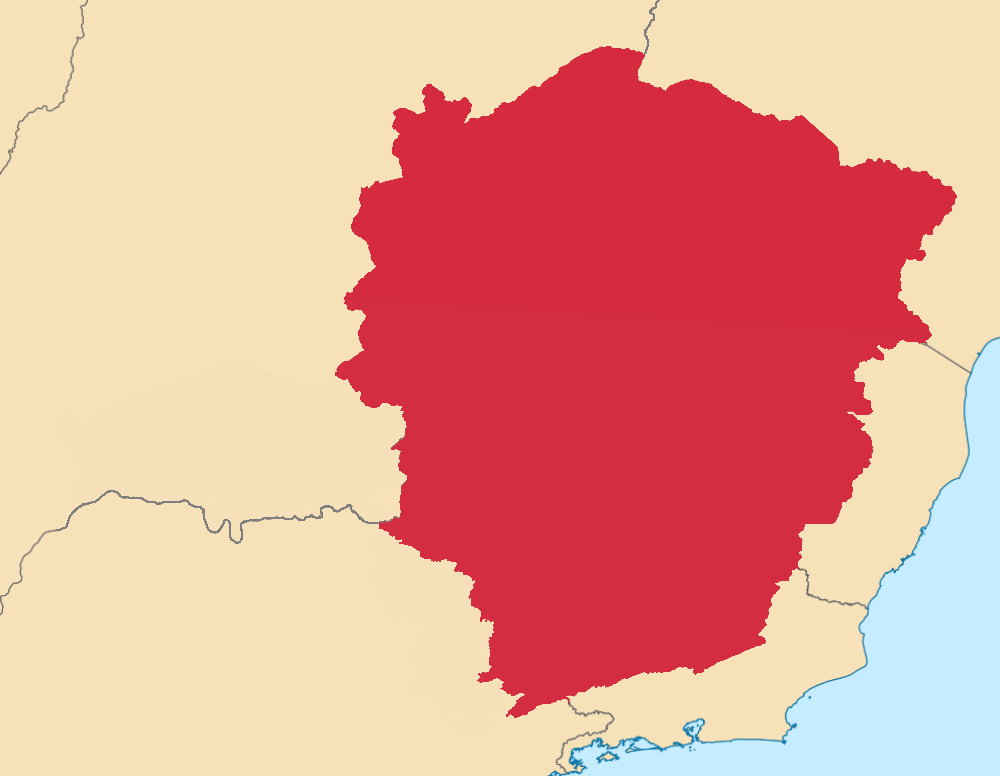
Capitania de Minas Gerais em 1720. Inicialmente o território não incluía apenas a região correspondente ao Sertão da Farinha Podre (atual Triângulo Mineiro, integrada em 1816) e a margem esquerda do Rio Sapucaí e Rio Grande (integrada em 1764).

Em 28 de fevereiro de 1821 tornou-se uma província, a qual viria a ser o atual estado de Minas Gerais com a Proclamação da República.
Em 1816, o território conhecido como Julgado do Desemboque e também Sertão da Farinha Podre, correspondente ao que depois passou a se denominar Triângulo Mineiro, foi anexado à capitania de Minas Gerais, destacando-se da capitania de Goiás por Carta Régia de João VI de Portugal. 